# Addison (wieś)
Addison – wieś w Stanach Zjednoczonych, w stanie Nowy Jork, w hrabstwie Steuben.